# 五十嵐みずも
五十嵐 みずも（いからし みずも、1月12日 - ）は、新潟県新発田市出身のシンガーソングライター。

## 略歴
中学校の頃からノートの端などに詩を描き始める。音楽活動を始めたのは高校の時でアラニス・モリセットに影響を受けたのをきっかけにバンド活動を始めた。2003年にはデビューシングルの『水面』を発売し、以降はスマイルスタジアムや月刊新潟Komachiなどの新潟県内のテレビ番組や雑誌などを中心に取り上げられている。
2008年より、新潟総合テレビのキャンペーンソング『大好き！にいがた！』を歌い、新潟県を中心に人気を博している。

## レギュラー番組
- みずもの浮き沈み注意報（エフエムしばた、毎週火曜日19:00 ～）